# PGL Major: Kraków 2017
PGL Major: Kraków 2017 – jedenasty sponsorowany przez Valve Corporation major w Counter-Strike: Global Offensive, zorganizowany przez PGL w Tauron Arenie w Krakowie w dniach 16–23 lipca 2017 roku. W turnieju wzięło udział szesnaście profesjonalnych zespołów z całego świata. Osiem drużyn miało status Legendy, zaś pozostałe osiem było Pretendentami. Był to czwarty major z pulą nagród w wysokości 1 miliona dolarów. Finał w szczytowym momencie oglądało ponad 950 tysięcy widzów. Po raz pierwszy zwyciężyła drużyna z regionu Azji Gambit Esports, która pokonała w finale Brazylijczyków z Immortals wynikiem 2-1. Dauren "AdreN" Kystaubajew zdobył tytuł najlepszego zawodnika turnieju.

## Drużyny
Do turnieju zaproszono zespoły posiadające status Legendy z poprzedniego majora. Pozostałe miejsca były przeznaczone dla Pretendentów, czyli ekip które zdołają się zakwalifikować podczas głównych kwalifikacji do mistrzostw. W kwalifikacjach offline wzięło udział siedem najlepszych drużyn z Eleague Major 2017 oraz dziewięć zespołów z regionalnych kwalifikacji. W związku z tzw. french shuffle, w której brali udział zawodnicy ekipy Team EnVyUs oraz G2 Esports, w kwalifikacjach offline zabrakło Team EnVyUs, która straciła trzech zawodników na rzecz G2 i musiała walczyć w europejskich kwalifikacjach regionalnych, lecz nie zdołała przez nie przebrnąć.
| Legendy - Astralis - FaZe Clan - Fnatic - Gambit Esports - Natus Vincere - North - SK Gaming - Virtus.pro | Pretendenci - BIG - Cloud9 - Flipsid3 Tactics - G2 Esports - Immortals - mousesports - PENTA Sports - Vega Squadron |

## Format rozgrywek
Fazę grupową rozegrano w systemie szwajcarskim. Po pierwszym dniu rozgrywek drużyny grały kolejne mecze z drużynami o tym samym wyniku, czyli tej samej liczbie wygranych i porażek. Mecze w grupie rozgrywano w trybie Best-of-One. Drużyny nie grały meczów z tym samym zespołem dwa razy dopóki nie było to konieczne, a drużyny wybierane były w drodze losowania. Każda drużyna z trzema wygranymi zakwalifikowała się do fazy pucharowej, a każda drużyna z trzema porażkami została wyeliminowana z turnieju. W fazie pucharowej osiem najlepszych drużyn zagrało spotkania rozgrywane w systemie pojedynczej eliminacji. Spotkania rozgrywane były w systemie Best-of-Three, tzn. o wyniku spotkania decydował mecz na trzech różnych mapach w grze.

### Pula map
Pula map była zmieniona w stosunku do poprzednich turniejów. Mapa Dust II została usunięta z puli map turniejowych ze względu na rozpoczęcie prac nad jej modernizacją, a w jej miejsce umieszczono odświeżoną wersję mapy Inferno.
Sposób wyboru map również uległ zmianie w przypadku gier w formacie BO1. Drużyna z wyższym rozstawieniem mogła podjąć decyzję czy banuje jako pierwsza czy jako druga. Drużyna banująca jako pierwsza, usuwała dwie mapy z puli. Druga drużyna usuwała trzy kolejne mapy. Pierwsza drużyna wybierała wówczas mapę spośród pozostałych dwóch. Druga drużyna podejmowała decyzję, czy rozpoczyna mecz po stronie terrorystów, czy też antyterrorystów. Sposób banowania map w przypadku spotkań w systemie BO3 nie uległ zmianie. Każda drużyna usuwała po jednej mapie, a następnie każda z drużyn wybierała jedną mapę. Ostatecznie, drużyny ponownie banowały po jednej mapie, celem wybrania trzeciej rozgrywanej mapy.
- Cache
- Cobblestone
- Inferno
- Mirage
- Nuke
- Overpass
- Train

## Faza grupowa
W pierwszym etapie drużyny z pierwszego koszyka spotkały się z drużynami z koszyka czwartego, zaś drużyny z drugiego koszyka – z drużynami z koszyka trzeciego. Rozstawienie w pierwszej rundzie zostało ustalone w następujący sposób:
- Koszyk 1: Astralis, Fnatic, SK Gaming, Virtus.pro
- Koszyk 2: FaZe Clan, Gambit Esports, Natus Vincere, North
- Koszyk 3: BIG, Cloud9, G2 Esports, mousesports
- Koszyk 4: FlipSid3 Tactics, Immortals, PENTA Sports, Vega Squadron

W drugim etapie, zwycięzcy pierwszych meczu (drużyny z wynikiem 1–0) zmierzyli się ze sobą w tzw. „meczach wysokich”, zaś drużyny które przegrały w etapie pierwszym (drużyny z wynikiem 0–1) zmierzyły się pomiędzy sobą w tzw. „meczach niskich”.
W etapie trzecim, mecze rozegrano między zwycięzcami meczów wysokich (drużyny z wynikiem 2–0). Zwycięzcy tych meczów zakwalifikowali się do kolejnej fazy majora. Drużyny, które przegrały w etapie pierwszym, a odniosły zwycięstwo w meczach niskich, albo drużyny które zwyciężyły w etapie pierwszym, a poniosły porażkę w meczach wysokich (tj. drużyny z wynikiem 1–1), spotkały się ze sobą w meczach „średnich”. Z kolei drużyny, które poniosły porażkę zarówno w pierwszym, jak i drugim etapie, spotkały się ze sobą w meczach niskich etapu trzeciego. Drużyny, które przegrały ten mecz (tj. osiągnęły wynik 0–3), zostały wyeliminowane z turnieju. W grze pozostało zatem 12 drużyn.
W etapie czwartym zespoły, które przegrały mecze wysokie, a odniosły zwycięstwo w meczach średnich (tj. drużyny z wynikiem 2–1) spotkały się ze sobą w meczach wysokich etapu czwartego. Zwycięzcy tych spotkań awansowali do kolejnej fazy majora. Z kolei drużyny, które przegrały mecze niskie, a odniosły zwycięstwo w kolejnym meczu (tj. drużyny z wynikiem 1–2), spotkały się ze sobą w kolejnych meczach niskich etapu czwartego. Drużyny, które przegrały ten mecz (tj. osiągnęły wynik 1–3), zostały wyeliminowane z turnieju. W grze pozostało już tylko 6 drużyn.
W ostatnim etapie, do walki stanęły pozostałe drużyny (z wynikiem 2–2). Zwycięzcy tego etapu zakwalifikowali się do fazy pucharowej turnieju, zaś pozostałe drużyny zostały wyeliminowane z majora.

### Tabela
| Poz.             | Drużyna          | W | P | WR | PR | RR  | Kwalifikacja             |
| ---------------- | ---------------- | - | - | -- | -- | --- | ------------------------ |
| 1                | Gambit Esports   | 3 | 0 | 48 | 27 | +21 | awans do Fazy Pucharowej |
| 2                | BIG              | 3 | 0 | 48 | 33 | +15 | awans do Fazy Pucharowej |
| 3                | SK Gaming        | 3 | 1 | 62 | 48 | +14 | awans do Fazy Pucharowej |
| 4                | North            | 3 | 1 | 63 | 54 | +9  | awans do Fazy Pucharowej |
| 5                | Astralis         | 3 | 1 | 59 | 53 | +6  | awans do Fazy Pucharowej |
| 6                | Virtus.pro       | 3 | 2 | 73 | 55 | +18 | awans do Fazy Pucharowej |
| 7                | Immortals        | 3 | 2 | 74 | 57 | +17 | awans do Fazy Pucharowej |
| 8                | Fnatic           | 3 | 2 | 73 | 66 | +7  | awans do Fazy Pucharowej |
| 9                | Cloud9           | 2 | 3 | 70 | 74 | -4  | wyeliminowany            |
| 10               | FlipSid3 Tactics | 2 | 3 | 59 | 71 | -12 | wyeliminowany            |
| 11               | G2 Esports       | 2 | 3 | 57 | 79 | -22 | wyeliminowany            |
| 12               | Natus Vincere    | 1 | 3 | 52 | 57 | -5  | wyeliminowany            |
| 13               | mousesports      | 1 | 3 | 55 | 66 | -11 | wyeliminowany            |
| 14               | PENTA Sports     | 1 | 3 | 51 | 62 | -11 | wyeliminowany            |
| 15               | FaZe Clan        | 0 | 3 | 33 | 51 | -18 | wyeliminowany            |
| 16               | Vega Squadron    | 0 | 3 | 22 | 48 | -26 | wyeliminowany            |
| Źródło: hltv.org |                  |   |   |    |    |     |                          |

### Wyniki
| Etap 1         | Etap 1 | Etap 1   | Etap 1 | Etap 1           |
| Drużyna        | Wynik  | Mapa     | Wynik  | Drużyna          |
| -------------- | ------ | -------- | ------ | ---------------- |
| Gambit Esports | 16     | Inferno  | 10     | mousesports      |
| Fnatic         | 16     | Mirage   | 12     | FlipSid3 Tactics |
| Virtus.pro     | 16     | Nuke     | 2      | Vega Squadron    |
| SK Gaming      | 16     | Inferno  | 13     | PENTA Sports     |
| FaZe Clan      | 8      | Inferno  | 16     | BIG              |
| North          | 12     | Mirage   | 16     | Cloud9           |
| Natus Vincere  | 14     | Overpass | 16     | G2 Esports       |
| Astralis       | 19     | Overpass | 17     | Immortals        |

| Etap 2           | Etap 2        | Etap 2        | Etap 2        | Etap 2        |
| Drużyna          | Wynik         | Mapa          | Wynik         | Drużyna       |
| Mecze wysokie    | Mecze wysokie | Mecze wysokie | Mecze wysokie | Mecze wysokie |
| ---------------- | ------------- | ------------- | ------------- | ------------- |
| BIG              | 16            | Inferno       | 11            | Cloud9        |
| Gambit Esports   | 16            | Cache         | 6             | G2 Esports    |
| SK Gaming        | 16            | Inferno       | 8             | Astralis      |
| Virtus.pro       | 16            | Cache         | 11            | Fnatic        |
| Mecze niskie     |               |               |               |               |
| PENTA Sports     | 9             | Mirage        | 16            | North         |
| mousesports      | 19            | Train         | 15            | FaZe Clan     |
| FlipSid3 Tactics | 9             | Train         | 16            | Natus Vincere |
| Immortals        | 16            | Train         | 6             | Vega Squadron |

| Etap 3           | Etap 3        | Etap 3        | Etap 3        | Etap 3         |
| Drużyna          | Wynik         | Mapa          | Wynik         | Drużyna        |
| Mecze wysokie    | Mecze wysokie | Mecze wysokie | Mecze wysokie | Mecze wysokie  |
| ---------------- | ------------- | ------------- | ------------- | -------------- |
| Virtus.pro       | 11            | Train         | 16            | Gambit Esports |
| BIG              | 16            | Inferno       | 14            | SK Gaming      |
| Mecze średnie    |               |               |               |                |
| mousesports      | 15            | Cobblestone   | 19            | North          |
| Natus Vincere    | 10            | Overpass      | 16            | Immortals      |
| G2 Esports       | 19            | Cobblestone   | 17            | Cloud9         |
| Fnatic           | 14            | Nuke          | 16            | Astralis       |
| Mecze niskie     |               |               |               |                |
| Vega Squadron    | 14            | Mirage        | 16            | PENTA Sports   |
| FlipSid3 Tactics | 16            | Mirage        | 10            | FaZe Clan      |

| Etap 4        | Etap 4        | Etap 4        | Etap 4        | Etap 4           |
| Drużyna       | Wynik         | Mapa          | Wynik         | Drużyna          |
| Mecze wysokie | Mecze wysokie | Mecze wysokie | Mecze wysokie | Mecze wysokie    |
| ------------- | ------------- | ------------- | ------------- | ---------------- |
| G2 Esports    | 6             | Inferno       | 16            | Astralis         |
| North         | 16            | Mirage        | 14            | Virtus.pro       |
| SK Gaming     | 16            | Overpass      | 9             | Immortals        |
| Mecze niskie  |               |               |               |                  |
| mousesports   | 11            | Train         | 16            | Cloud9           |
| PENTA Sports  | 13            | Train         | 16            | FlipSid3 Tactics |
| Natus Vincere | 12            | Mirage        | 16            | Fnatic           |

| Etap 5           | Etap 5 | Etap 5   | Etap 5 | Etap 5     |
| Drużyna          | Wynik  | Mapa     | Wynik  | Drużyna    |
| ---------------- | ------ | -------- | ------ | ---------- |
| Fnatic           | 16     | Overpass | 10     | G2 Esports |
| Virtus.pro       | 16     | Train    | 10     | Cloud9     |
| FlipSid3 Tactics | 6      | Train    | 16     | Immortals  |

## Faza pucharowa
Gambit Esports oraz BIG były rozstawione w ćwierćfinale po uzyskaniu wyniku 3-0 w fazie grupowej i zostały ulokowane po dwóch stronach drabinki. Mecze rozegrali z wylosowanymi zespołami posiadającymi bilans 3-2, czyli Fnatic, Immortals lub Virtus.pro. Po wylosowaniu dwóch pierwszych par Gambit Esports - Fnatic oraz BIG - Immortals, Virtus.pro zostało włączone do puli zespołów z bilansem 3-1. Cztery pozostałe drużyny utworzyły kolejne dwie pary w ćwierćfinale.

### Drabinka
|  | Ćwierćfinały   | Ćwierćfinały   | Ćwierćfinały |            |                | Półfinały      | Półfinały | Półfinały |  |  | Finał | Finał | Finał |  |
|  |                |                |              |            |                |                |           |           |  |  |       |       |       |  |
|  | Gambit Esports | Gambit Esports | 2            |            |                |                |           |           |  |  |       |       |       |  |
|  | Gambit Esports | Gambit Esports | 2            |            |                |                |           |           |  |  |       |       |       |  |
|  | Fnatic         | Fnatic         | 0            |            |                |                |           |           |  |  |       |       |       |  |
|  | Fnatic         | Fnatic         | 0            |            | Gambit Esports | Gambit Esports | 2         |           |  |  |       |       |       |  |
|  |                |                |              |            | Gambit Esports | Gambit Esports | 2         |           |  |  |       |       |       |  |
|  |                |                | Astralis     | Astralis   | 1              |                |           |           |  |  |       |       |       |  |
|  | Astralis       | Astralis       | Astralis     | Astralis   | 1              | 2              |           |           |  |  |       |       |       |  |
|  | Astralis       | Astralis       |              |            |                |                |           |           |  |  |       |       |       |  |
|  | SK Gaming      | SK Gaming      | 0            |            |                |                |           |           |  |  |       |       |       |  |
|  | SK Gaming      | SK Gaming      | 0            |            | Gambit Esports | Gambit Esports | 2         |           |  |  |       |       |       |  |
|  |                |                |              |            |                |                |           |           |  |  |       |       |       |  |
|  |                |                | Immortals    | Immortals  | 1              |                |           |           |  |  |       |       |       |  |
|  | BIG            | BIG            | Immortals    | Immortals  | 1              | 1              |           |           |  |  |       |       |       |  |
|  | BIG            | BIG            |              |            |                |                |           |           |  |  |       |       |       |  |
|  | Immortals      | Immortals      | 2            |            |                |                |           |           |  |  |       |       |       |  |
|  | Immortals      | Immortals      | 2            |            | Immortals      | Immortals      | 2         |           |  |  |       |       |       |  |
|  |                |                |              |            | Immortals      | Immortals      | 2         |           |  |  |       |       |       |  |
|  |                |                | Virtus.pro   | Virtus.pro | 0              |                |           |           |  |  |       |       |       |  |
|  | North          | North          | Virtus.pro   | Virtus.pro | 0              | 0              |           |           |  |  |       |       |       |  |
|  | North          | North          |              |            |                |                |           |           |  |  |       |       |       |  |
|  | Virtus.pro     | Virtus.pro     | 2            |            |                |                |           |           |  |  |       |       |       |  |

Źródło: hltv.org

### Ćwierćfinały
| Drużyna        | Wynik | Mapa        | Wynik | Drużyna    |
| -------------- | ----- | ----------- | ----- | ---------- |
| Gambit Esports | 16    | Train       | 14    | Fnatic     |
| Gambit Esports | 16    | Inferno     | 12    | Fnatic     |
| Gambit Esports | -     | Overpass    | -     | Fnatic     |
| Astralis       | 16    | Cache       | 12    | SK Gaming  |
| Astralis       | 16    | Overpass    | 6     | SK Gaming  |
| Astralis       | -     | Mirage      | -     | SK Gaming  |
| BIG            | 19    | Cobblestone | 17    | Immortals  |
| BIG            | 7     | Inferno     | 16    | Immortals  |
| BIG            | 14    | Train       | 16    | Immortals  |
| North          | 9     | Cobblestone | 16    | Virtus.pro |
| North          | 10    | Nuke        | 16    | Virtus.pro |
| North          | -     | Mirage      | -     | Virtus.pro |

### Półfinały
| Drużyna        | Wynik | Mapa        | Wynik | Drużyna    |
| -------------- | ----- | ----------- | ----- | ---------- |
| Gambit Esports | 16    | Overpass    | 10    | Astralis   |
| Gambit Esports | 8     | Inferno     | 16    | Astralis   |
| Gambit Esports | 16    | Train       | 12    | Astralis   |
| Immortals      | 16    | Inferno     | 5     | Virtus.pro |
| Immortals      | 16    | Mirage      | 11    | Virtus.pro |
| Immortals      | -     | Cobblestone | -     | Virtus.pro |

### Finał
| Drużyna        | Wynik | Mapa        | Wynik | Drużyna   |
| -------------- | ----- | ----------- | ----- | --------- |
| Gambit Esports | 4     | Cobblestone | 16    | Immortals |
| Gambit Esports | 16    | Train       | 11    | Immortals |
| Gambit Esports | 16    | Inferno     | 10    | Immortals |

## Ranking końcowy
| Miejsce          | Drużyna          | Nagroda  | Skład                                              | Trener  |
| ---------------- | ---------------- | -------- | -------------------------------------------------- | ------- |
| 1.               | Gambit Esports   | $500,000 | AdreN, Dosia, HObbit, mou, Zeus                    | kane    |
| 2.               | Immortals        | $150,000 | boltz, HEN1, kNg, LUCAS1, steel                    | zakk    |
| 3.–4.            | Astralis         | $70,000  | dev1ce, dupreeh, gla1ve, Kjaerbye, Xyp9x           | zonic   |
| 3.–4.            | Virtus.pro       | $70,000  | byali, NEO, pashaBiceps, Snax, TaZ                 | kuben   |
| 5.–8.            | BIG              | $35,000  | gob b, keev, LEGIJA, nex, tabseN                   | kakafu  |
| 5.–8.            | Fnatic           | $35,000  | dennis, flusha, JW, KRiMZ, olofmeister             | Jumpy   |
| 5.–8.            | North            | $35,000  | aizy, cajunb, k0nfig, Magisk, MSL                  | ruggah  |
| 5.–8.            | SK Gaming        | $35,000  | coldzera, Fallen, felps, fer, TACO                 |         |
| 9.–11.           | Cloud9           | $8,750   | autimatic, n0thing, shroud, Skadoodle, Stewie2K    | valens  |
| 9.–11.           | FlipSid3 Tactics | $8,750   | B1ad3, electronic, markeloff, wayLander, WorldEdit |         |
| 9.–11.           | G2 Esports       | $8,750   | apEX, bodyy, kennyS, NBK, shox                     | SmithZz |
| 12.–14.          | mousesports      | $8,750   | chrisJ, Denis, loWel, oskar, ropz                  | lmbt    |
| 12.–14.          | Natus Vincere    | $8,750   | Guardian, Edward, flamie, s1mple, seized           | Andi    |
| 12.–14.          | PENTA Sports     | $8,750   | HS, innocent, kRYSTAL, suNny, zehN                 |         |
| 15.–16.          | FaZe Clan        | $8,750   | allu, karrigan, kioShiMa, NiKo, rain               | RobbaN  |
| 15.–16.          | Vega Squadron    | $8,750   | chopper, hutji, jR, keshandr, mir                  | Lk-     |
| Źródło: hltv.org |                  |          |                                                    |         |